# Skljankino
Skjankino (russisch Склянкино, deutsch Budupönen B, 1938 bis 1945 Hüttenfelde, mit Klein Puskeppeln, 1938 bis 1945 Pusken, sowie Groß Puskeppeln, 1938 bis 1945 Keppen, mit Köllmisch Kackschen) ist ein verlassener Ort im Rajon Neman der russischen Oblast Kaliningrad.
Die Ortsstelle Budupönen befindet sich zwei Kilometer nordöstlich von Kaschtanowka (Eigarren/Kernhall). Die Ortsstellen von Klein Puskeppeln/Pusken, Groß Puskeppeln/Keppen und Köllmisch Kackschen liegen im Rajon Krasnosnamensk.

## Geschichte

### Budupönen (Hüttenfelde)
54° 55′ 42″ N, 22° 16′ 16″ O
Im 18. Jahrhundert war Budup(h)önen ein königliches Vorwerk. 1874 wurde der Gutsbezirk Budupönen Domäne dem neu gebildeten Amtsbezirk Waszeningken im Kreis Ragnit zugeordnet. 1928 wurde dieser Gutsbezirk, nun im Kreis Tilsit-Ragnit gelegen, mit der Landgemeinde Klein Puskeppeln (s. u.) zur neuen Landgemeinde Budupönen B zusammengeschlossen. Das B stand für das Kirchspiel Budwethen, um den Ort von der ebenfalls im Kreis Tilsit-Ragnit im Kirchspiel Jurgaitschen gelegenen, nun Budupönen J genannten Landgemeinde zu unterscheiden. 1938 wurde die Gemeinde in Hüttenfelde umbenannt.
1945 kam der Ort in Folge des Zweiten Weltkrieges mit dem nördlichen Ostpreußen zur Sowjetunion.

#### Einwohnerentwicklung
| Jahr | Einwohner | Bemerkungen                              |
| ---- | --------- | ---------------------------------------- |
| 1867 | 115       |                                          |
| 1871 | 117       |                                          |
| 1885 | 93        |                                          |
| 1905 | 85        |                                          |
| 1910 | 82        |                                          |
| 1925 | 106       |                                          |
| 1933 | 288       | Einschließlich Klein Puskeppeln          |
| 1939 | 248       | Einschließlich Pusken (Klein Puskeppeln) |

#### Klein Puskeppeln (Pusken)
54° 55′ 49″ N, 22° 18′ 27″ O
Klein Puskeppeln, zunächst Klein Puskeppallen genannt, war im 18. Jahrhundert ein königliches Bauerndorf. Die Landgemeinde Klein Puskeppeln wurde 1874 dem Amtsbezirk Waszeningken zugeordnet. 1928 wurde sie mit dem Gutsbezirk Budupönen Domäne (s. o.) zur Landgemeinde Budupönen B zusammengeschlossen. Dort wurde der Ortsteil 1938 in Pusken umbenannt.
Klein Puskeppeln/Pusken kam 1945 zur Sowjetunion.

##### Einwohnerentwicklung
| Jahr | Einwohner |
| ---- | --------- |
| 1867 | 190       |
| 1871 | 219       |
| 1885 | 234       |
| 1905 | 183       |
| 1910 | 193       |

### Groß Puskeppeln (Keppen)
54° 56′ 25″ N, 22° 17′ 30″ O
Groß Puskeppeln, zunächst Groß Puskeppallen genannt, war im 18. Jahrhundert ein königliches Bauerndorf. Die Landgemeinde Groß Puskeppeln wurde 1874 dem neu gebildeten Amtsbezirk Kackschen im Kreis Ragnit zugeordnet. 1909 gelangte die Landgemeinde in den Amtsbezirk Budwethen. Im Jahr 1929 wurde die Landgemeinde Köllmisch Kackschen (s. u.) an die Landgemeinde Groß Puskeppeln angeschlossen. 1938 wurde Groß Puskeppeln in Keppen umbenannt.
Auch Groß Puskeppeln/Keppen kam 1945 zur Sowjetunion.

#### Einwohnerentwicklung
| Jahr | Einwohner | Bemerkungen                        |
| ---- | --------- | ---------------------------------- |
| 1867 | 72        |                                    |
| 1871 | 74        |                                    |
| 1885 | 98        |                                    |
| 1905 | 76        |                                    |
| 1910 | 68        |                                    |
| 1933 | 88        | Einschließlich Köllmisch Kackschen |
| 1939 | 74        | Einschließlich Köllmisch Kackschen |

#### Köllmisch Kackschen
54° 56′ 35″ N, 22° 18′ 24″ O
Kackschen, auch mit Blotzinnen bezeichnet, war im 18. Jahrhundert ein köllmisches Gut. Später wurde der Ort als köllmisches Dorf bezeichnet.
Zur Unterscheidung von den beiden nördlich gelegenen Orten Groß Kackschen und Klein Kackschen wurde er auch mit Köllmisch Kackschen bezeichnet. Im Jahr 1874 wurde die Landgemeinde Köllmisch Kackschen dem Amtsbezirk Kackschen zugeordnet. 1909 gelangte die Landgemeinde in den Amtsbezirk Budwethen. 1929 wurde die Landgemeinde Köllmisch Kackschen an die Landgemeinde Groß Puskeppeln (s. o.) angeschlossen.

##### Einwohnerentwicklung
| Jahr | Einwohner |
| ---- | --------- |
| 1867 | 17        |
| 1871 | 27        |
| 1885 | 17        |
| 1905 | 10        |
| 1910 | 16        |

### Skljankino
Die frühesten derzeit bekannten Quellen, in denen der russische Ortsname Skljankino auftaucht, sind die administrativ-territoriale Einteilung der Oblast Kaliningrad von 1975, die eine Identifikation mit dem ursprünglichen Budupönen nahelegt, und das 1976 in Kaliningrad erschienene offizielle russisch-deutsche Ortsverzeichnis, das Skjankino mit Groß Puskeppeln/Keppen identifizierte. Zu diesem Zeitpunkt war das ehemalige Groß Puskeppeln/Keppen allerdings vermutlich schon verlassen und dessen Ortsstelle befand sich im Rajon Krasnosnamensk, während Skjankino zum Dorfsowjet Malomoschaiski selski Sowet im Rajon Neman gehörte. 1997 wurde Skljankino noch an den Nachbarort Kaschtanowka angeschlossen, ist aber inzwischen verlassen.

## Kirche
Budupönen/Hüttenfelde, Groß Puskeppeln/Keppen, Klein Puskeppeln/Pusken und Köllmisch Kackschen gehörten zum evangelischen Kirchspiel Budwethen.